# Carex silicea
Carex silicea är en halvgräsart som beskrevs av Stephen Thayer Olney. Carex silicea ingår i släktet starrar, och familjen halvgräs. Inga underarter finns listade i Catalogue of Life.